# Relaciones Costa Rica-Nicaragua
Las Relaciones Costa Rica-Nicaragua son las relaciones exteriores entre la República de Costa Rica y República de Nicaragua tienen complejas y a menudo tensas relaciones diplomáticas, mayormente debido a disputas fronterizas aún sin resolver. No obstante ambos países pertenecen a diferentes organismos de integración como el Sistema de la Integración Centroamericana, la Comunidad de Estados Latinoamericanos y del Caribe y la Organización de los Estados Americanos. 
Tras la independencia de Centroamérica de España en 1821, Costa Rica y Nicaragua pertenecieron ambos, al menos nominalmente, al Primer Imperio Mexicano hasta su caída en 1823, tras la Anexión del Partido de Nicoya en 1824 por parte de Costa Rica ambos países pasaron a tener una frontera común. Formaron parte conjuntamente de la República Federal Centroamericana hasta 1838 cuando se separan, a partir de ese momento las relaciones entre los dos países serían entre Estados soberanos. La frontera se definió mediante el Tratado Cañas-Jerez del 15 de abril de 1858.
Costa Rica debió hacer frente al intento de invasión del filibustero estadounidense William Walker quien se había convertido en presidente de Nicaragua e intentaba anexar Centroamérica a los Estados Unidos en la Guerra Nacional de Nicaragua de 1856 a 1857. 
Durante los años cuarenta el presidente costarricense Rafael Calderón Guardia y el dictador nicaragüense Anastasio Somoza García serían amigos y aliados. Cuando Calderón debe salir del país a raíz de la revolución del 48 se refugia junto a su familia en Nicaragua, y con ayuda de fuerzas somocistas intentaría retomar el poder invadiendo el país en 1948 y en 1955, sin éxito.
Las relaciones volverían a ser tensas en 1978 cuando el presidente Rodrigo Carazo Odio (1978-1982) permitió a los sandinistas operar en el norte del país en su lucha contra Anastasio Somoza Debayle. Durante la presidencia de Luis Alberto Monge Álvarez (1982-1986) los papeles se invertirían y ahora las tensiones serían a raíz de que Monge permitió a contrarrevolucionarios nicaragüenses operar en el país en su lucha contra el gobierno sandinista.  Durante la primera presidencia de Óscar Arias Sánchez (1986-1990) iniciaría el proceso de paz en Centroamérica con reuniones de los presidentes de los cinco países centroamericanos, incluyendo a Daniel Ortega, a pesar de las presiones de Washington y Londres porque fuera excluido. Gracias a esto se puso fin a la guerra mediante el Acuerdo de Esquipulas.
Las disputas territoriales retornarían durante la administración de Arnoldo Alemán (1997-2002) sobre la soberanía del Río San Juan y el derecho de las patrullas costarricenses a portar armas en él. Sin embargo, probablemente uno de los momentos más tensos entre ambos países fue el Conflicto diplomático entre Costa Rica y Nicaragua de 2010-2013 por Isla Calero en que ambos países estuvieron casi al borde del enfrentamiento armado.  Disputa que fue resuelta finalmente por la Corte Internacional de Justicia.

## Comparación de país
| Nombre oficial        | Costa Rica | Nicaragua |
| Nombre nativo         | República de Costa Rica | República de Nicaragua |
| --------------------- | --- | --- |
| Bandera               | | |
| Escudo de armas       | | |
| Población             | 5 111 221 hab. | 6 595 674 hab. |
| Área                  | 51 100 km² | 130 373 km² |
| Densidad de población | 100.10 hab./km² | 54.97 hab./km² |
| Huso horario          | Central: UTC-6 | Central: UTC-6 |
| Capital               | San José | Managua |
| Ciudad más grande     | San José @– 347 398 | Managua @– 1 055 247 |
| Establecido           | Declarada del Imperio español 15 de septiembre de 1821 Concordia 1 de diciembre de 1821 Federado 22 de noviembre de 1824 Libre 14 de noviembre de 1838 I República 31 de agosto de 1848 II República 8 de noviembre de 1949 | del Imperio Español 15 de septiembre de 1821 del Imperio Mexicano 1 de julio de 1823 de la República Federal de Centro América 30 de abril de 1838 |
| Gobierno              | República constitucional presidencial unitaria | República constitucional presidencial unitaria |
| Primer Dirigente      | José Castro Madriz | Fruto Chamorro Pérez |
| Jefe de estado        | Presidente: Rodrigo Chaves Robles | Presidente: Daniel Ortega |
| Jefe de gobierno      | Vicepresidente: Stephan Brunner Neibig Vicepresidenta: Mary Munive Angermüller | Vicepresidente: Rosario Murillo |
| Legislatura           | Asamblea legislativa | Asamblea nacional |
| Idioma oficial        | Español | Español |
| PIB (nominal)         | $61,175 millones de USD ($12,690 per cápita) | $13,946 millones de USD ($2,147 per cápita) |

## Misiones diplomáticas
- Costa Rica tiene una embajada en Managua y dos consulados en Chinandega y Rivas.
- Nicaragua  tiene una embajada en San José y consulados-generales en Limón, Quesada y Sarapiquí.